# Tykylevits
Tykylevits, de son vrai nom Kari Ahti Ilmari Tykkyläinen, né le 9 juillet 1953 à Eno, est un sculpteur et artiste vidéaste finlandais. Il vit actuellement dans la ville de Pudasjärvi en Finlande. Il se présente aux élections législatives finlandaises de 2011, mais n'est pas élu ; il compte se représenter pour les élections législatives finlandaises de 2015. 
Kari Tykkyläinen a étudié et a obtenu son diplôme à la Karjasillan koulu, située à Oulu en 1973. Il a aussi étudié à la Kankaanpään taidekoulu, une école d'art, entre 1976 et 1979 ; il fait aussi partie de la  Suomen Kuvanveistäjäliitto (en français : L'association finlandaise des sculpteurs). Kari Tykkyläinen a eu quatre enfants avec sa femme Marja-Leena Tykkyläinen. Il se fait un nom sur Internet par le biais de sa chaîne YouTube sous le nom d'utilisateur « tykylevits » où il publie plus de 3200 vidéos depuis 2007 ; ces dernières se veulent humoristiques et particulièrement décalées.